# Argyria vesta
Argyria vesta là một loài bướm đêm trong họ Crambidae.